# Lancusi
Lancusi is een plaats (frazione) in de Italiaanse gemeente Fisciano, provincie Salerno, en telt ongeveer 6500 inwoners.